# Karpati
Karpati so gorovje v Srednji in Vzhodni Evropi, ki se v loku razteza od Češke na severozahodu preko Slovaške, Poljske, Madžarske in Ukrajine do Romunije in Srbije na jugu. Dolgi so približno 1500 km, kar jih za Skandinavskim gorovjem (1700 km) uvršča na drugo mesto v Evropi. Najvišji del Karpatov so Visoke Tatre na meji med Slovaško in Poljsko, kjer višine vrhov presegajo 2600 m: najvišji vrh je Gerlachovský štít (2654,4 m) na Slovaškem. Drugi najvišji del Karpatov so Južni Karpati (tudi Transilvanske Alpe) v Romuniji, kjer vrhovi segajo nad 2500 m (najvišji Moldoveanu, 2544 m).
Od Alp jih ločuje reka Donava. Karpati in Alpe se pogosto obravnavajo kot eno gorovje, vendar so orogenetsko povsem različni gorovji. 
Gorovje s svojimi obširnimi iglastimi gozdovi, v katerih v višjih predelih prevladuje navadna smreka, v nižjih predelih pa bukev, je habitat najštevilčnejše  evropske populacije velikih sesalcev  in vseh treh  velikih plenilcev: rjavega medveda, volka in risa. So tudi eno zadnjih območij  v Evropi, kjer avtohtono uspevata divja mačka in zober. Največja populacija zveri je  v Romuniji. V Karpatih raste več kot tretjina vseh evropskih rastlinskih vrst. V gorovju in njegovem vznožju so številni izviri termalnih in mineralnih vod. Tretjina evropskih termalnih in mineralnih vrelcev je v Romuniji.  V Romuniji, večinoma v Karpatih,  rastejo tudi drugi največji neokrnjeni gozdovi v Evropi.  Večji so samo gozdovi v Rusiji, ki merijo 250.000 ha. V južnih Karpatih raste  največji strnjen gozd v Evropi.
Karpati se običajno delijo na tri glavne dele:
- Zahodne Karpate (Češka, Poljska, Slovaška)
- Vzhodne Karpate (Poljska, vzhodna Slovaška, Ukrajina, Romunija)
- Južne Karpate (Romunija, Srbija)[10][11][12]

Za severni rob Zahodnih in Vzhodnih Karpatov se pogosto uporablja naziv Zunanji Karpati.
Najpomembnejša mesta na območju Karpatov  in njihovi  neposredni bližini so Bratislava in Košice na Slovaškem, Krakov in Zakopane na Poljskem, Cluj-Napoca, Sibiu in  Brașov v Romuniji, Miskolc na Madžarskem in Užgorod v Ukrajini. 
Najpomembnejše gospodarske panoge na področju Karpatov sta razmeroma nerazvito kmetijstvo in gozdarstvo in izkoriščanje zalog zemeljskega plina.

## Ime
Ime gorovja se vseh jezikih piše in zveni podobno:  češko, slovaško, poljsko, ukrajinsko, srbsko in slovensko Karpaty ali Karpati, romunsko  Carpați [karˈpat͡sʲ],  madžarsko Kárpátok in nemško Karpaten. Srednjeveško madžarsko ime za Karpate je Havasok (Snežne gore). V starih ruskih in romunskih  kronikah jih  omenjajo  kot  Madžarske gore.  V kasnejših virih  jih Dimitrie Cantemir in italijanski letopisec Giovanandrea Gromo imenujeta Transilvanske gore, medtem ko je zgodovinar Constantin Cantacuzino v italijansko-romunskem slovarju ime Transilvanske gore spremenil v Romunske gore.
Ime Karpati bi lahko izhajalo iz praindoevropskega korena *sker-/*ker-, iz katerega izhajata albanska beseda  karpë (skala). V poznorimskih dokumentih se vzhodni Karpati imenujejo Montes Sarmatici – Sarmatske gore.   Zahodni Karpati so se imenovali Carpates, kot jih je v 2. stoletju imenoval Ptolemaj v svoji Geografiji.
V skandinavski Sagi o Hervararju, ki je povezana s starimi germanskimi legendami o bitkah med Goti in  Huni, se Karpati imenujejo  Harvaðafjöll. 
Gervas Tilburski v svojem delu  Otia Imperialia (Razvedrilo za cesarja) iz leta 1211 omenja, da je »med Hunskimi Alpami in  oceanom (Baltik) Poljska« (Inter Alpes Huniae et Oceanum est Polonia). V madžarskih dokumentih iz 13.-14.  stoletja  se gore  imenujejo Thorchal, Tarczal  ali (manj pogosto) Montes Nivium.

## Geografija
Severozahodni Karpati se začnejo z Visokimi Tatrami na meji med Slovaško in Poljsko, se obrnejo proti jugovzhodu in v velikem loku obkrožijo Transkarpatijo in Transilvanijo, nato pa se obrnejo na zahod in se pri Orșovi v Romuniji končajo na Donavi. Celotna dolžina grebena je več kot 1.500 km, širina pa se giblje od 12 do 500 km. Največje višine dosežejo na skrajnem severu in skrajnem jugu. Najvišji vrh je Gerlachovský štít (2.655 m) v Visokih Tatrah. Karpati pokrivajo površino 190.000 km² (skoraj deset Slovenij) in so za Alpami drugo najbolj obširno gorovje v Evropi.
Čeprav se Karpati obravnavajo kot gorska veriga, niso povsem neprekinjeni.  Sestavljeni so iz več orografsko in geološko različnih skupin, podobno kot Alpe. Višine preko 2.500 m dosežejo samo na nekaj mestih. Mogočnih vrhov, obsežnih snežišč, velikih ledenikov, visokih slapov in velikih jezer, značilnih za Alpe, v Karpatih ni. Prepričanje, da v Karpatih ni nobenega mesta, kjer bi se sneg obdržal celo leto, in nobenega ledenika, so poljski znanstveniki nedavno ovrgli z odkritjem permafrosta v Medeni kotlini v slovaških Visokih Tatrah.
Podnebje v Karpatih je podobno podnebju v Alpah na približno enakih nadmorskih višinah. Podobno je tudi rastlinstvo. Obe gorovji ločuje Donava. Edina stična točka med njima je hribovje Leitha v Bratislavi. Reka Donava pri Orșovi v Romuniji ločuje Karpate tudi od Stare planine (Balkan). Dolini Morave in Odre jih ločujeta od šlezijskih in moravskih gorskih verig, ki pripadajo srednjemu krilu obsežnega srednjeevropskega gorskega sistema. Karpati, ki tvorijo razvodnico med Črnim morjem in severnimi morji, so za razliko od drugih gorovij povsod obdani z ravninami: na severu z nemško-poljskim nižavjem, na vzhodu z gališkim nižavjem in ravnino ob spodnji Donavi in na jugozahodu s Panonsko nižino.
- Gorovje Maramureș, severna Romunija
- Pogled na Tatre iz poljske Bukowine Tatrzańske
- Kežmarok, Slovaška
- Zakopane, Poljska

### Najvišji vrhovi
V preglednici so prikazani najvišji vrhovi v posameznih državah, njihove nadmorske višine in lega. 
| Vrh               | Geološka delitev           | Država          | Pokrajina                        | Nadmorska višina (m) |
| ----------------- | -------------------------- | --------------- | -------------------------------- | -------------------- |
| Gerlachovský štít | Visoke Tatre               | Slovaška        | Prešovski okraj                  | 2.655                |
| Moldoveanu        | Gorovje Făgăraș            | Romunija        | Okraj Argeș                      | 2.544                |
| Rysy              | Visoke Tatre               | Poljska         | Narodni park Tatra               | 2.499                |
| Goverla           | Beskidi (Čornogora)        | Ukrajina        | Nadvirnski rajon, Rahivski rajon | 2.061                |
| Beljanica         | Homolje                    | Srbija          | Braničevo                        | 1.344                |
| Lysá hora         | Moravsko-šlezijski Beskidi | Češka republika | Moravsko-šlezijska regija        | 1.323                |
| Kékes             | Severne madžarske gore     | Madžarska       | Heves                            | 1.014                |

### Gorski prelazi
Najpomembnejši gorski prelazi so v romunskem delu Karpatov (od ukrajinske meje proti  jugu): Prislop, Rodna, Tihuța, znan tudi kot Borgo, Tulgheș, soteska Bicaz, Ghimeș Uz, Oituz, Buzău, Predeal, čez katerega pelje železniška proga  iz Brașova v Bukarešto,  Turnu Roșu, ki gre po ozki dolini reke Olt in po njem poteka železniška proga iz Transilvanije v Bukarešto, Vulkan, Teregova in Porțile de Fier, po katerem pelje železniška proga iz Temișoare do Craiove. Eden najpomembnejših prelazov Notranjih vzhodnih Karpatov, ki leži Ukrajini, je Verecki prelaz.

## Geologija
Na ozemlju Karpatov so bili nekoč manjši oceanski bazeni. Gorovje je nastalo med alpidsko orogenezo v mezozoiku in  terciarju s pomikom tektonskih plošč Alcapa, Tisa in Dakija na ponirajočo oceansko skorjo. Gore so nastale z gubanjem in potiskanjem, v zahodnem delu proti severu, v vzhodnem delu proti  severovzhodu in južnem delu gorovja proti jugovzhodu.
V zahodnih Karpatih so odkrili velike količine železa, zlata in srebra. Rimski cesar Trajan je po osvojitvi Dakije  leta 106  v Rim odpeljal več kot 165 ton zlata in 330 ton srebra.

## Delitev
Največja gorska veriga v Karpatih so Tatre na Slovaškem in Poljskem. Večji del zunanjih Zahodnih Karpatov na Poljskem, Ukrajini in Slovaški se običajno imenuje Beskidi.
Geološka meja med Zahodnimi in Vzhodnimi Karpati poteka  približno vzdolž črte (jug-sever), ki povezuje mesta Michalovce, Bardejov, Nowy Sącz in Tarnów na Slovaškom oziroma Poljskem. Starejši sistemi so  mejo začrtali bolj proti vzhodu po (sever-jug) dolinah rek San in Osława (Poljska) do mesta  Snina na Slovaškem. Biologi pomikajo  mejo še bolj proti vzhodu.
Mejo med Vzhodnimi in Južnimi Karpati tvorita prelaz Predeal južno od Brașova in dolina Prahova.
Ukrajinci  k vzhodnim Karpatom včasih prištevajo  samo ukrajinski del Karpatov ali Gozdnate Karpate severno od prelaza Prislop, medtem ko Romuni k vzhodnim Karpatom včasih prištevajo samo tisti del Karpatov, ki leži na njihovem ozemlju, se pravi od ukrajinske meje oziroma prelaza Proslop proti jugu. Svoj del Karpatov delijo na severne, srednje in južne Karpate in ne na zunanje in notranje Vzhodne Karpate. K slednjim spadajo 
- Maramureški in Bukovinski Karpati (romunsko Carpații Maramureșului și ai Bucovinei)
- Moldavsko-transilvanski Karpati (Romanian: Carpații Moldo-Transilvani)
- Krivi Karpati (romunsko Carpații Curburii, Carpații de Curbură)

## Rastlinstvo in živalstvo
Nižja pobočja Karpatov so gozdnata. Gozdna meja se giblje med 1150 m in 1900 m. Rastlinstvo in prosto živeče živali so deloma podobne tistim v Alpah.
Romunski Karpati pokrivajo največje obstoječe, zaprto gozdno območje v Evropi. Več kot tretjina vseh v Evropi še živečih divjih velikih zveri – rjavi medved, volk in ris - živijo tukaj. V zgornjem toku reke  Argeș in njenih pritokih je (oziroma so) endemična skrajno redka vrsta rečnega ostriža Romanichthys valsanicola.
V zahodni in vzhodni delih Karpatov že od zadnje ledene dobe ni več permafrosta, zato so se  danes na 300 do 600 metrih uspele ohraniti mnoge avtohtone rastlinske in živalske vrste . Ohranjanje več podvrst igra v Evropi, poleg dveh drugih večjih zatočišč na Iberskem polotoku in v Italiji, za doseljevanje na začetku holocena, pomembno vlogo za njeno biotsko raznovrstnost. 

## Pomembne osebe
- Ludwig Greiner, vpliven lesni industrijalec iz 19. stoletja,  ki je ugotovil, da je Gerlachovský štít najvišji vrh v Karpatih.
- Klemens Klimek Bachleda, legendarni tatranski prvopristopnik in gorski vodnik, ki je tragično preminil leta 1910 na Malem Javorovem štitu pri reševenju svojega prijatelja.

## Galerija
- Gerlachovský štít z Východné Vysoké, Visoke Tatre, Slovaška
- Rysy, Visoke Tatre, Slovaška in Poljska
- Goverla, Vzhodni Karpati, Ukrajina
- Jezero Bucura, Južni Karpati, Romunija
- Visoke Tatre, Slovaška
- Sfinga v pogorju Bucegi, Romunija
- Jezero Nesamovite, Vzhodni Karpati,  Ukrajina
- Slap Beljanica, Srbija
- Gąsienicowa dolina, Tatre, Poljska
- Pogled na Spiški grad s prelaza Branisko
- Sinevir, Vzhodni Karpati,  Ukrajina
- Križ herojev na vrhu Caraimana, Romunija